# Philip Langridge
 (mars 2010).
Si vous disposez d'ouvrages ou d'articles de référence ou si vous connaissez des sites web de qualité traitant du thème abordé ici, merci de compléter l'article en donnant les références utiles à sa vérifiabilité et en les liant à la section « Notes et références ».
Philip Langridge est un ténor britannique né le 16 décembre 1939 à Hawkhurst dans le Kent et mort le 5 mars 2010.

## Biographie
Philip Langridge fait ses études à Londres à la Royal Academy of Music et débute à la fin des années 1950.
Son répertoire va du baroque à Benjamin Britten et Michael Tippett, en passant par Mozart, le bel canto et la musique slave (Moussorgski,  Janáček,  Szymanowski, etc.). Il participe notamment à l'enregistrement d'une des versions de référence de Moses und Aron d'Arnold Schönberg (rôle d'Aron) sous la direction de Georg Solti.
Souvent comparé à Nicolaï Gedda (même timbre juvénile, même aisance technique et mêmes limites en termes de puissance et de volume), Philip Langridge est considéré comme l'un des plus grands ténors britanniques de l'ère moderne, comme Peter Pears et Robert Tear entre autres.

## Discographie sélective
- Alceste de Christoph Willibald Gluck, direction André Jouve, avec Katie Clarke, Robert Massard, Bernard Malet, Jacques Bonat, Philippe Rouillon, Christian Tréguier, le Nouvel Orchestre philharmonique de Radio France et le Chœur de Radio France, enregistré en concert radiophonique le 21 mars 1978, Open Reel Tape
- Les Boréades de Jean-Philippe Rameau, direction John Eliot Gardiner, avec Jennifer Smith, Anne-Marie Rodde, Edwige Bourdy, John Aler, Gilles Cachemaille, Jean-Philippe Lafont, François Le Roux, les English Baroque Soloists et le Monteverdi Choir chez Erato-Musifrance (1990, intégrale en 3 CD)
- Moïse et Aaron d'Arnold Schönberg, direction Georg Solti, avec Franz Mazura

ainsi que la quasi-totalité des œuvres pour ténor de Benjamin Britten chez Naxos.

## Vidéographie
- Œdipus rex d'Igor Stravinsky, direction Seiji Ozawa, avec Jessye Norman et Bryn Terfel (DVD Philips-Universal)
- Idomeneo, re di Creta de Mozart, direction Bernard Haitink
- Hänsel und Gretel d'Engelbert Humperdinck, retransmis le 1er janvier 2008 dans le cadre du projet « Metropolitan Opera : en direct et en haute définition », avec Alice Coote (Hänsel) et Christine Schäfer (Gretel)